# Pawgammm
Pawgammm is een geslacht van kevers uit de familie van de loopkevers (Carabidae). De wetenschappelijke naam van het geslacht is voor het eerst geldig gepubliceerd in 1999 door Morvan.

## Soorten
Het geslacht Pawgammm is monotypisch en omvat slechts de volgende soort:
- Pawgammm rougemonti Morvan, 1999